# Paul Arons
Paul Ruben Arons (* 9. August 1861 in Berlin; † 30. April 1932 ebenda) war ein deutscher Jurist und Bankier.

## Leben
Paul Arons stammte aus der jüdischen Bankiersfamilie Arons. Seine Eltern waren Albert Arons (1826–1897), Teilhaber des Bankhauses Gebrüder Arons, und Clara Arons geb. Goldschmidt (1837–1867). Der Physiker und sozialdemokratische Politiker Leo Arons war ein Bruder von Paul Arons. Paul Arons heiratete 1889 Gertrud Bleichröder, die Tochter des Bankiers Julius Bleichröder. Der als Bankier Bismarcks bekannte und auf dessen Antrag von Kaiser Wilhelm I. in den erblichen Adelsstand erhobene Gerson Freiherr von Bleichröder war ihr Onkel. Gemeinsam hatten sie drei Söhne (geboren zwischen 1892 und 1898), die auch Bankiers wurden.
Paul Arons studierte Rechtswissenschaft und promovierte zum Dr. jur. Er war zu Lebzeiten sozial stark engagiert. Ab 1886 war er Mitglied der Gesellschaft der Freunde in Berlin. Er wurde mit dem Ehrentitel eines Kommerzienrats ausgezeichnet.
Paul Arons starb 1932 im Alter von 70 Jahren in Berlin. Beigesetzt wurde er im erhaltenen Erbbegräbnis der Familie Arons auf dem Jüdischen Friedhof an der Schönhauser Allee.

## Privatbankhaus Gebrüder Arons
Die Brüder Levin, Lazarus und Seelig Arons zogen Ende des 18. Jahrhunderts nach Berlin und gründeten dort ein Tuch- und Bankgeschäft, aus dem sich später das Privatbankhaus Gebrüder Arons entwickelte. Der Sitz war bis zum Jahr 1938 das Haus Mauerstraße 34 in der Berliner Friedrichstadt. Im Jahr 1887 übernahm Paul Arons den väterlichen Anteil und die Leitung des Bankhauses Gebrüder Arons und zahlte seinen älteren Bruder aus. 1938 wurde die Bank enteignet und ging auf die Deutsche Bank AG über.